# Наттханан Юкраянг
Наттханан Юкраянг (13 квітня 1986) — таїландська плавчиня.
Учасниця Олімпійських Ігор 2008, 2012, 2016 років.